# Piz Chalchagn
Le piz Chalchagn est une montagne des Alpes en Suisse. Il est situé dans la chaîne de la Bernina, au nord du piz Bernina. Il domine le val Roseg.